# Факултет за хотелијерство и туризам Универзитета у Крагујевцу
Факултет за хотелијерство и туризам је високошколска установа Универзитета у Крагујевцу. Налази се у Врњачкој Бањи и представља једини факултет за хотелијерство и туризам у Србији. Актуелни декан је Драго Цвијановић.

## Студијски програми
Основне академске студије
- Хотелијерство и туризам
- Гастрономски менаџмент

Мастер академске студије
- Менаџмент у хотелијерству
- Менаџмент у туризму
- Здравствени туризам

Докторске академске студије
- Менаџмент у хотелијерству и туризму